# Kunratice u České Kamenice
Kunratice (deutsch Kunnersdorf) ist eine Gemeinde in Tschechien nahe der Stadt Děčín und nahe Česká Kamenice (Böhmisch Kamnitz).

## Geographie

### Geographische Lage
Das Dorf liegt im Tal der Bystřička (Johnsbach, Weißbach) zwischen den Bergen Větrny vrch (Ottenberg, 481 m) im Westen und Kunratický vrch (Eliasberg, 505 m) sowie Studenec (Kaltenberg, 736 m) im Osten.

### Gemeindegliederung
Die Gemeinde Kunratice besteht aus den Ortsteilen Kunratice (Kunnersdorf), Lipnice (Limpach) und Studený (Kaltenbach).
Das Gemeindegebiet gliedert sich in die Katastralbezirke Kunratice u České Kamenice und Studený u Kunratic.

## Geschichte
Die drei Orte entstanden in der Spätphase der deutschen Kolonisation in Böhmen. Nachdem die tiefergelegenen Täler bereits besiedelt waren, wandten sich die neuen Siedler den höheren Gebieten zu. Kunnersdorf wurde erstmals 1416 als Cunradstorf erwähnt; Kaltenbach folgte 1451, Limbach 1457. 
Am Lipnický vrch (Himmertschberg, 549 m) fand in der Nacht vom 19. zum 20. Juli 1757 ein heftiges Gefecht des Siebenjährigen Krieges zwischen Preußen und Österreich statt. Daran erinnert ein Gedenkstein zwischen Studený und Lipnice. 
1981 wurde die Gemeinde an die Stadt Česká Kamenice angeschlossen, jedoch in den 1990er Jahren wieder eigenständig.

## Kultur und Sehenswürdigkeiten
Kunratice beherbergt einige sehenswerte Umgebindehäuser. Südlich des Ortes befindet sich an der Straße nach Česká Kamenice das Naturschutzgebiet Pekelský Důl (Höllengrund). Vom benachbarten Větrny vrch hat man eine gute Aussicht auf die gesamte Böhmische Schweiz.